# Jacques Coulais
 (avril 2012).
Si vous disposez d'ouvrages ou d'articles de référence ou si vous connaissez des sites web de qualité traitant du thème abordé ici, merci de compléter l'article en donnant les références utiles à sa vérifiabilité et en les liant à la section « Notes et références ».
Jacques, Paul, Firmin Coulais est un artiste peintre français né le 22 mars 1955 à Fenioux (Deux-Sèvres) et mort à l’âge de 56 ans, le 25 juin 2011 à Niort (Deux-Sèvres). Né dans une famille d’agriculteurs, il était le septième de huit enfants.

## Biographie

### Jeunesse
Devenu brutalement tétraplégique à l’âge de six ans à la suite d’une poliomyélite, il a surmonté ce handicap en construisant avec détermination une vie autonome centrée sur la pratique artistique et une intense vie sociale. Pendant plus de trente ans sa maison et son atelier ont été le pôle d’attraction de très nombreux artistes, amateurs d’arts ou simplement amis de Niort et de toute la France. 
Après une enfance et une adolescence passée dans des instituts médicaux spécialisés et des établissements scolaires adaptés, il revient dans sa famille à l’âge de dix-neuf ans sans véritable formation. 

### Débuts
De retour dans sa famille, il se met à peindre avec la bouche, en autodidacte. En 1978, il fait la connaissance d'un professeur d’art plastique qui le conseille et l’engage sur le chemin de l'aquarelle. La liberté que lui accorde cette technique ainsi que la souplesse de son application le fascinent. Cette rencontre et l’amitié partagée avec son professeur, l’entraînent et orientent très rapidement son travail du figuratif à l'abstraction dans une manière qu’il explore et qu’il retrouvera ensuite dans les travaux de Kandinsky et de Paul Klee.
Admis à l’école des Beaux Arts d’Angoulême, il en suit l’enseignement de 1981 à 1984 et obtient le Diplôme National Supérieur d'Expression Plastique à  31 ans.

### Confirmation
Quelques années plus tard, Jacques Coulais expose au Musée de Niort et depuis lors, son parcours est ponctué par sa participation à de nombreuses expositions organisées très régulièrement dans différentes villes françaises ainsi qu’à l’étranger.
Dans les années 1990, l’AAPBP, Association des Artistes Peignant de la Bouche et du Pied, lui ouvre ses portes. Elle donne aux artistes la possibilité de subvenir eux-mêmes à leurs besoins et de se consacrer à leur art, libérés de tout souci et préoccupation.
Jacques Coulais devient boursier de l'Association. Deux ans plus tard, il obtient le statut de membre associé. Il est membre titulaire depuis 1998. Cette remarquable association organise chaque année de nombreuses manifestations artistiques.

### Œuvre
Jacques Coulais laisse une très abondante production aussi bien à l’aquarelle qu’à l’acrylique. Ses œuvres qui sont souvent de grand format sont chez des collectionneurs privés en France et en Europe ainsi qu’à l’AAPBP.
La peinture de jacques Coulais est une peinture le plus souvent abstraite nourrie de sa formation, de sa culture étendue et précise et des rêves, ou plus fréquemment des cauchemars, qui peuplaient ses nuits et dont il a conservé le souvenir au travers de quatre carnets qu'il a lui-même rédigés. Sa peinture est réalisée soit avec la bouche soit directement au sol avec les roues de son fauteuil. 

## Technique

### Peinture avec la bouche: aquarelle et peinture calligraphique
Il faisait installer à sa table un papier très épais ou une toile, le plus souvent carrée, les pinceaux, les couleurs. Toute personne présente pouvait préparer ses couleurs. Il donnait en tout des instructions extrêmement précises et obtenait exactement la nuance recherchée. On lui tendait le pinceau qu’il tenait avec la bouche. Pour les grands formats, le pinceau était fixé sur une baguette qui pouvait atteindre un mètre de long. 
Maîtrisant une technique très élaborée de l’aquarelle, il réalise ses œuvres avec la bouche avec une méticulosité acharnée : une peinture « pensive » faite de « gestes répétitifs et patients » qui « relèvent du travail sur soi ». Cette peinture se réfère soit au mandala - une multitude de tâches et de couleurs couvrent la surface et lui donnent son rythme et sa lumière – soit à la peinture calligraphique, une écriture singulière, dépourvue de signification dont l’inconscient est le principal moteur, une écriture abstraite qui n’exprime que sa propre esthétique. « Il n’est question que d’une seule chose, à savoir, l'impossibilité fondamentale de décrire, d’écrire une représentation du monde. Peut être ne s’agit-il que d’une tentative de gestuelle poétique !… Pour quelqu’un que le corps a abandonné, le geste est vital. »

### Travaux au sol
S’il a pratiqué cette technique très régulièrement depuis l’école des Beaux-Arts le plus souvent à l’occasion de performances publiques, dans ses dernières années sous l’influence de la galeriste Barbara Polla il s’y consacra davantage, imaginant de nouvelles formes d’expression. 
L’installation très délicate du dispositif de travail fait de toile et de bâche, la préparation et la disposition des couleurs nécessitaient une grande rigueur et étaient, le plus souvent, assurées par la plasticienne Martine Hoyas. 
Pour pinceau, il se servait des roues de son fauteuil qu’il enduisait d’acrylique en avançant et en reculant dans la peinture jusqu’à ce qu’elles soient recouvertes de la bonne manière. 
Ce travail met en jeu tout son corps. Selon la galeriste Barbara Polla (Analix Forever, Genève) : « Ce que Jacques Coulais peint c’est le mouvement dans une dynamique extrêmement physique mais aussi dans une élévation spirituelle. Jacques Coulais nous ouvre à la hauteur, une hauteur qui est, dans le mouvement, un dépassement de soi même ».
À travers Painter, une vidéo inspirée par le travail de Jacques Coulais, le vidéaste Ali Kazma rend hommage aux capacités créatrices du corps humain. Pour lui : « le corps de Jacques Coulais, peintre, n’est pas ici celui d’un homme assis sur un fauteuil roulant électrique, mais un corps totalement intégré dans le processus du travail pictural, de la tête aux pneus ».

### Le carré
Que ce soient les mandalas, les signes ou les travaux au sol, les œuvres de Jacques Coulais s’inscrivent généralement dans un format  carré : « une figure simple où l’on peut jeter toute son énergie, explorer tout son espace » ; « où peuvent s’inscrire des figures symboliques, christiques, archétypales de l’ordre de la puissance  » 

### Représentation du corps
La représentation du corps est une tentation permanente dans la vie et l’œuvre de Jacques Coulais, artiste abstrait que le corps a abandonné.
Il n’est pas uniquement cérébral, tous ses sens le sollicitent. Bien plus, jusqu'à la fin de sa vie il a éprouvé le souvenir et la sensation de courir. 
Une de ses toutes dernières œuvres offerte à la personne qui l'a assisté dans ses années de maladie, est une tentative de représentation de son propre corps dont les membres sont représentés sous la forme de filaments.
On trouve dans ses travaux plusieurs portraits qui évoquent très précisément les personnes qu’il représente, les cheveux, les yeux, la bouche étant très caractéristiques.
Toute une série d’aquarelles de petit format représentent aussi des nus féminins souvent à la plage. Ces aquarelles sont caractérisées par des couleurs éclatantes et joyeuses.

## Archives
Ses archives comprennent environ 800 études dont certaines sont des œuvres très abouties représentant des personnages, des corps, des paysages, des maisons. Il en est aussi beaucoup qui traduisent l’angoisse et la violence des cauchemars qui habitaient ses nuits.